# Hernando de Alvarado
Hernando de Alvarado war ein spanischer Hauptmann der Artillerie auf der Coronado-Entdeckungsreise.
Seine genauen Lebensdaten sind nicht bekannt, mit großer Wahrscheinlichkeit handelt es sich um den gleichnamigen jüngeren Bruder von Pedro de Alvarado und Gonzalo de Alvarado. Im April 1540 waren die spanischen Konquistadoren mit ca. 350 Soldaten und Offizieren, 300 Indianern und 1000 Sklaven sowie ca. 1500 Tieren unterwegs zu den sieben Städten von Cibola. Während des Angriffs auf Hawiku rettete Alvarado seinem Kommandanten Francisco Vásquez de Coronado das Leben. Auf dessen Befehl begab er sich am 29. August 1540 auf eine Entdeckungsreise. Von Hawiku aus erkundete er als Kommandant von 20 Männern das Gebiet im Osten ihres Stützpunktes. Coronado hatte ihm achtzig Tage Zeit gegeben, das Gebiet zu erforschen. Angeblich sollte es hier riesige Mengen von „wilden Kühen“ (amerikanischer Bison) geben. Einige Jahre zuvor hatte bereits Cabeza de Vaca dieses Gebiet durchquert und ebenfalls von diesen „wilden Kühen“ berichtet.
Alvarado passierte das Land der Acoma Pueblo und der Tiguex-Indianer (Ta-gu). Am Pueblo Cicuye (Pecos River) trafen sie auf einen Indianer, den die Spanier „El Turco“ nannten, weil dieser sich wie ein Türke kleidete. Alvarado warb ihn als Führer zu den Kuhherden an. Dieser Indianer erzählte ihnen unglaubliche Geschichten von Gold und Silber. Diese Schätze sollte es weit im Nordosten in großen Mengen geben. Seine Märchen dämpften das Interesse der Konquistadoren an den „wilden Kühen“ sehr. Am liebsten wären sie auf der Stelle umgekehrt und hätten Coronado von der neuen Fährte des Goldes berichtet. Doch pflichtbewusst setzten sie ihre Reise fort, bis sie auf eine Büffelherde trafen.